# Chesias obsoleta
Chesias obsoleta là một loài bướm đêm trong họ Geometridae.